# Wörnsmühl
Wörnsmühl ist ein Gemeindeteil der Gemeinde Fischbachau und eine Gemarkung im Landkreis Miesbach. Bis 1975 bestand die Gemeinde Wörnsmühl.

## Lage
Das Dorf Wörnsmühl liegt an einem alten Leitzachübergang an der nördlichen Gemeindegrenze von Fischbachau.
Die Gemarkung Wörnsmühl hat eine Gesamtfläche von 13,12 km². Das Gebiet der Gemarkung Wörnsmühl entspricht etwa dem Gebiet der ehemaligen Gemeinde Wörnsmühl.  Je ein Gemarkungsteil liegt im Gemeindegebiet von Fischbachau (Gemarkungsteil 0), Hausham (1) und Miesbach (2). Der etwa 1,91 km² große Gemarkungsteil 1 in der Gemeinde Hausham liegt im Quellgebiet des Rohnbachs und ist unbewohnt.

## Geschichte
Wörnsmühl ist hochmittelalterlichen Ursprungs und entwickelte sich um eine Mühle am Übergang der Leitzach. Seit dem Spätmittelalter Teil der Grafschaft Hohenwaldeck, ging es erst 1734 an das Kurfürstentum Bayern. Einen Aufschwung erlebte der kleine Ort seit dem 19. Jahrhundert mit dem Ausbau der Braunkohlebergwerke in Miesbach und Hausham.
Um 1500 bestanden in Wörnsmühl ein Hammerwerk, Mühlen- und Sägewerke. Es war auch ein Stollen-Zugang zum ehemaligen Bergwerk Hausham vorhanden. Wörnsmühl galt in den dreißiger Jahren als Hochburg der Volksliederpflege durch das preisgekrönte Volkssängerduo Sontheim-Burda.
Die Gemeinde Wörnsmühl bestand aus den Gemeindeteilen Wörnsmühl, Bärenschütz, Bemberg, Brandstatt, Brunnfeld, Drachenthal, Eben, Grabenau, Grandau, Höh, Holzer, Lehen, Osten, Schreiern, Stadl, Steinberg und Sulzgraben und wurde am 1. Januar 1976 im Zuge der Gemeindegebietsreform in die Gemeinde Fischbachau eingegliedert. 1978 wurden Bärenschütz, Bemberg, Holzer, Lehen, Steinberg und Sulzgraben von Fischbachau nach Miesbach umgegliedert.

## Sehenswürdigkeiten
- Katholische Dreifaltigkeitskirche, neu erbaut 1966
- Der vierhundert Jahre alte Wiedenhof
- Freibad
- Gasthof Nägele
- Gasthof zum Zenzinger
- Waldgebiete